# 親愛なる将軍様、どこにおられますか
「親愛なる将軍様、どこにおられますか」（しんあいなるしょうぐんさま どこにおられますか、朝鮮語: 어디에 계십니까 그리운 장군님）は、朝鮮民主主義人民共和国の楽曲。
金正日によって作曲され、1971年の革命模範をテーマとした演劇「党の真の娘」（당의참된딸）のテーマ曲として用いられていた。
朝鮮戦争真っ只中に、「党の真の娘」主人公役として、陸軍看護師カン・ヨンオク（강연옥）が登場する。「親愛なる将軍様、どこにおられますか」は、カン氏が北朝鮮本部に軍事情報を提供するにつれて、クライマックスに向けて流される。カン氏はこの楽曲の中で、彼女の偉大な指導者である「親愛なる将軍」、金日成に会うという生涯の夢を表現している。この楽曲は公式合唱団によって定期的に演奏され、北朝鮮のテレビでもよく放送されている。
北朝鮮のニュースサイト朝鮮の今日では、この曲を「不朽の古典的名作」（불후의고전적명작）と評価している。
普天堡電子楽団によるカバー曲もリリースされており、これは北朝鮮の首都平壌で毎朝午前6時に大出力スピーカーを介して再生されている。